# Antonio Bajamonti (sommergibile)
L'Antonio Bajamonti è stato un sommergibile della Regia Marina, precedentemente in servizio con la Marina militare del Regno di Jugoslavia con il nome di Smeli.

## Storia
Costruito in Francia, entrò in servizio nel 1928 per la Marina jugoslava con il nome di Smeli.
Dopo l'occupazione italo-tedesca della Jugoslavia, nell'aprile 1941, fu catturato ed incorporato nella Regia Marina venendo prima contrassegnato N. 2 e assumendo quindi il nuovo nome di Antonio Bajamonti; fu rimodernato con apparati di produzione italiana.
L'8 marzo 1942 svolse un agguato nel golfo di Genova unitamente al vecchio sommergibile H 6, facendo ritorno a La Spezia senza aver individuato navi nemiche.
Effettuò un'altra missione difensiva in Mar Ligure dall'8 al 10 novembre 1942; quattro giorni dopo ne svolse un'altra al largo di Ajaccio, ma in entrambi i casi non avvistò nessuna nave.
Alla proclamazione dell'armistizio si trovava in manutenzione a La Spezia e dunque, non potendo partire, vi si autoaffondò il 9 settembre 1943.